# María Ester Gatti
María Ester Gatti de Islas (13 de enero de 1918 – 5 de diciembre de 2010) fue una docente uruguaya activista de los derechos humanos.

## Biografía
Cursó sus estudios primarios en la Escuela pública  en el  barrio Colón. Cuando terminó sus años en la primaria, ingresó en la Universidad de las mujeres y más tarde al instituto Magistral para recibirse de maestra.Se recibió de maestra en 1935 a los 17 años por el Instituto Magisterial pero no pudo ejercer su título hasta cinco años después, por negarse a firmar una adhesión al régimen del dictador Gabriel Terra.
Cuando pudo ejercer de docente dictó clases de Geografía, también fue encargada de la biblioteca IDAP, en su paso por la biblioteca supo cómo transmitir a sus alumnos y compañeros el espíritu por la justicia social y la defensa de los ideales.
En 1948 se casó con Ramón Agustín Islas Gonzales y el 18 de abril de 1953 tuvo su primera y única hija, María Emilia.
Fue una de las fundadoras de Madres y Familiares de Uruguayos Detenidos Desaparecidos, luego del secuestro y desaparición en Argentina de su hija María Emilia Islas Gatti, su yerno Jorge Zaffaroni Castilla y nieta Mariana, durante la dictadura cívico-militar de ese país en 1976.
Desde el momento de la desaparición de su hija y nieta dedicó toda su vida a buscarlas. Fue de las primeras que elevó una  denuncia a la OEA, sus denuncianas generaron la creación del grupo de Familiares de Uruguayos Detenidos Desaparecidos en Argentina.
Luego de años de búsqueda y de unirse a las Abuelas de la Plaza de Mayo, en 1983 conoció la primera información acerca de su nieta, cuando un represor argentino en una entrevista publicada en Brasil contó que un represor se había apropiado de ella. 
El 5 de enero de 1987 presidió junto a Elisa Dellepiane de Michelini y Matilde Rodríguez de Guitiérrez Ruiz la Comisión Nacional pro-referéndum.
En 2007 integró la comisión del Museo de la Memoria presidida por Mario Benedetti. En 2008 fue declarada ciudadana ilustre de Montevideo, también impulsó  el voto rosado para anular la  Ley de Caducidad  en octubre de 2009.
Falleció en 2010, a los 91 años. Sus restos se inhumaron en el Cementerio del Buceo, de Montevideo.

## Algunas publicaciones
- mariela Salaberry, maría ester Gatti. 1993. Mariana, tu y nosotros: diálogo con María Ester Gatti. Ediciones de la Banda Oriental, 152 pp.

## Honores
- Ciudadana Ilustre, de Montevideo (2008)[6]